# Cornickel
Cornickel war ein Brennholzmaß in Preußen.
- 1 Cornickel = 3 Fuß hoch mal 3 Fuß breit mal 5 Fuß lange Klobe = 45 Kubikfuß
- 1 Achtel = 9 Fuß hoch mal 8 Fuß breit mal 5 Fuß lange Klobe (im gewöhnlichen Maß) = 360 Kubikfuß
- 1 Achtel = 4 Viertel, 1 Viertel = 2 Cornickel[1]

Als Vergleichskette ergibt sich:
- 1 Achtel = 4 Viertel = 8 Cornickel